# چیریکوواتس
چیریکوواتس (به صربی: Ćirikovac) یک روستا در صربستان است که در ناحیه برانیچوو واقع شده‌است. چیریکوواتس ۱٬۴۰۷ نفر جمعیت دارد.